# Ceropegia fimbriata
Ceropegia fimbriata är en oleanderväxtart. Ceropegia fimbriata ingår i släktet Ceropegia och familjen oleanderväxter.

## Underarter
Arten delas in i följande underarter:
- C. f. connivens
- C. f. fimbriata
- C. f. geniculata